# Аскания-Нова (заповедник)
Аска́ния-Но́ва (укр. Асканія-Нова) — биосферный заповедник имени Ф. Э. Фальц-Фейна НААНУ, расположенный в Херсонской области Украины, вблизи одноимённого посёлка городского типа, в 60 км к юго-востоку от Каховки. Аскания-Нова (дословно «Новая Аскания») была основана в 1828 году герцогом Фердинандом Фридрихом Ангальт-Кётенским, представителем немецкой династии Асканиев в качестве овцеводческой колонии герцогства Ангальт-Кётен.
Территория заповедника была захвачена в начале вторжения России на Украину. В марте 2023 года российская оккупационная администрация установила фактический контроль над учреждением.

## Описание
Площадь заповедника составляет 33 307,6 га, из них 11 054 га — «абсолютно заповедная» степная зона, то есть девственная территория, которой никогда не касался плуг. Асканийская степь относится к типчаково-ковыльному типу, это единственная девственная территория такого типа в Европе. Ковыль — самое распространённое растение в Аскании-Нова, на его долю приходится 75 % всей растительности. В густых травах обитают не менее 1155 видов членистоногих, 7 видов земноводных и пресмыкающихся, 18 видов млекопитающих, в разные времена года пролетает более 270 видов птиц, из которых 107 видов остаются на гнездование. Кроме того, здесь произрастает 478 видов высших растений. В «Красную книгу Украины» занесено 13 видов высших растений, 3 вида грибов и 4 — лишайников.
На территории Аскании-Нова расположен Большой Чапельский под — уникальная депрессия рельефа размером 4 на 6 км, периодически заполняющаяся талыми водами. Он занесён в международный список Рамсарской конвенции об охране водно-болотных угодий.
В самой глубокой части пода произрастают гидрофиты, в том числе редчайший на Украине вид — Damasonium alisma Mill. (1768) — Звездоплодник частуховый. На этом участке зарегистрирован наивысший показатель разнообразия цветковых растений в заповеднике — 368 видов, в том числе 53 эндемичных. 8 видов занесены в Красную книгу Украины.
На территории Большого Чапельского пода в условиях, приближённых к естественным, содержатся дикие копытные с разных континентов. Круглогодично тут обитают бизоны, сайгаки, лань европейская, лошадь Пржевальского, туркменские куланы, ослы, благородные олени, пятнистые олени, муфлоны, двугорбые верблюды. Летом сюда выпускают ватуси, антилоп канна, кафрских буйволов, гну, нильгау, зебр и гаялов. Осенью в центре пода собирается большое количество перелётных птиц: разные виды уток, стаи журавлей, серых гусей, куликов.

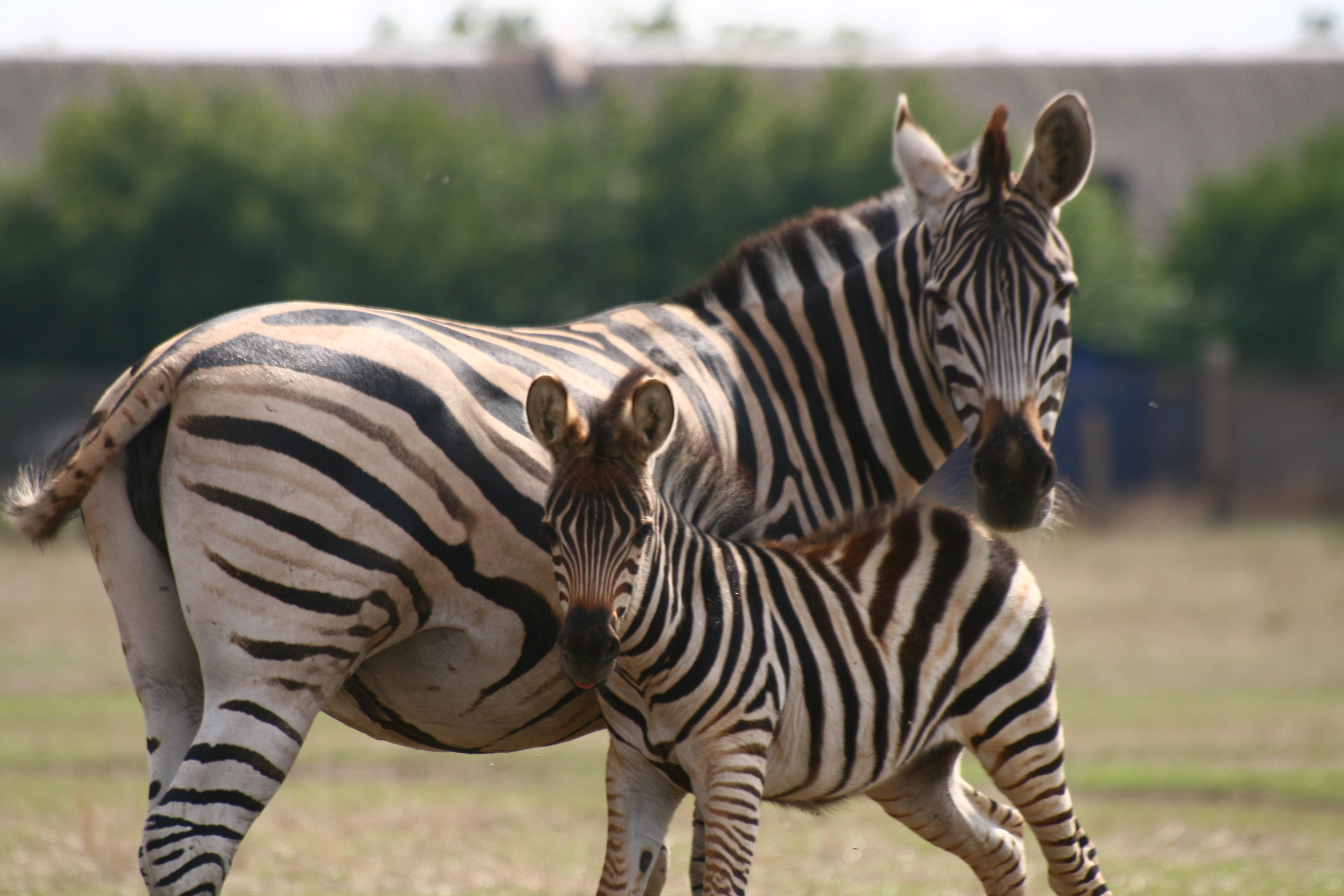
Бурчелловы зебры
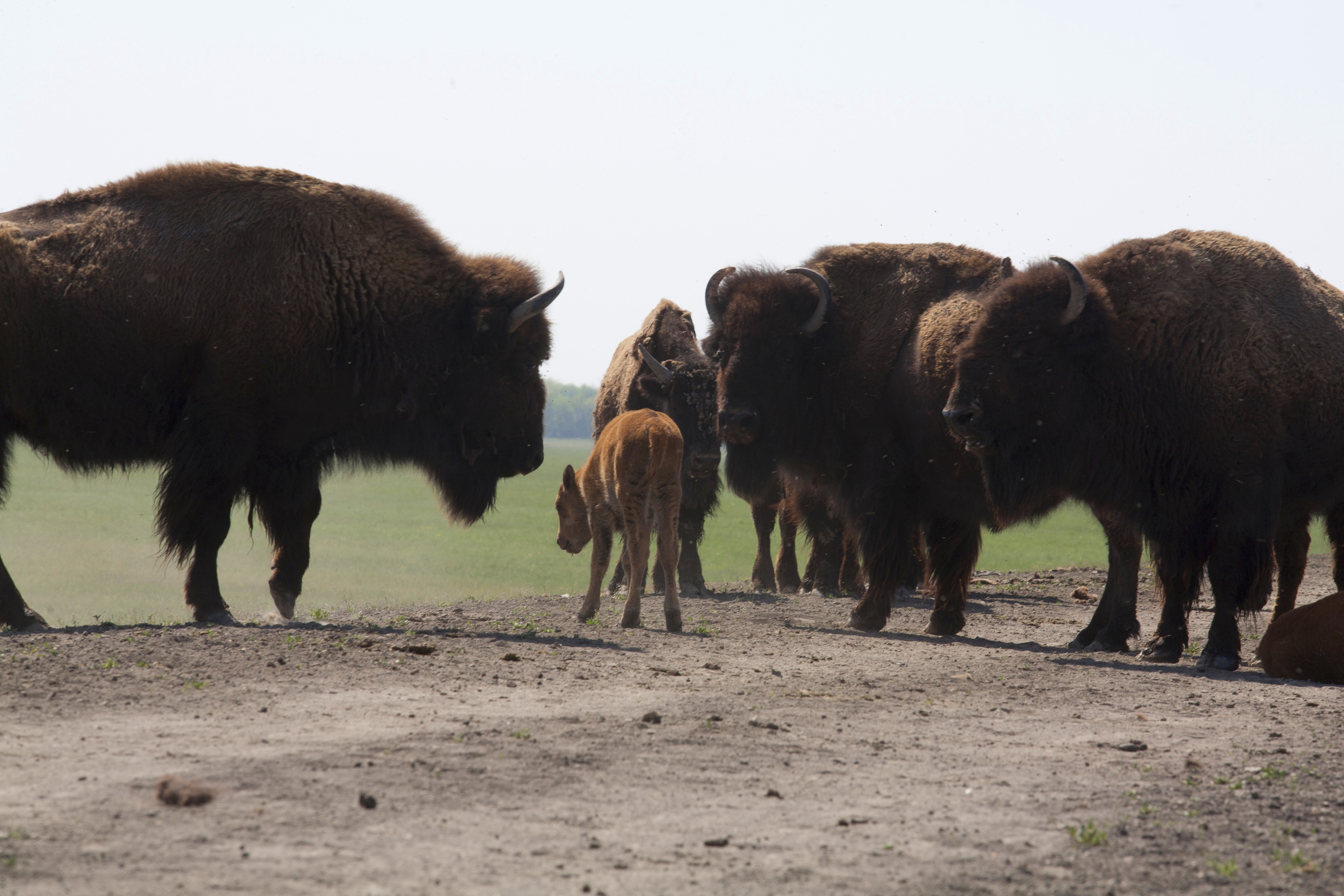
Бизоны
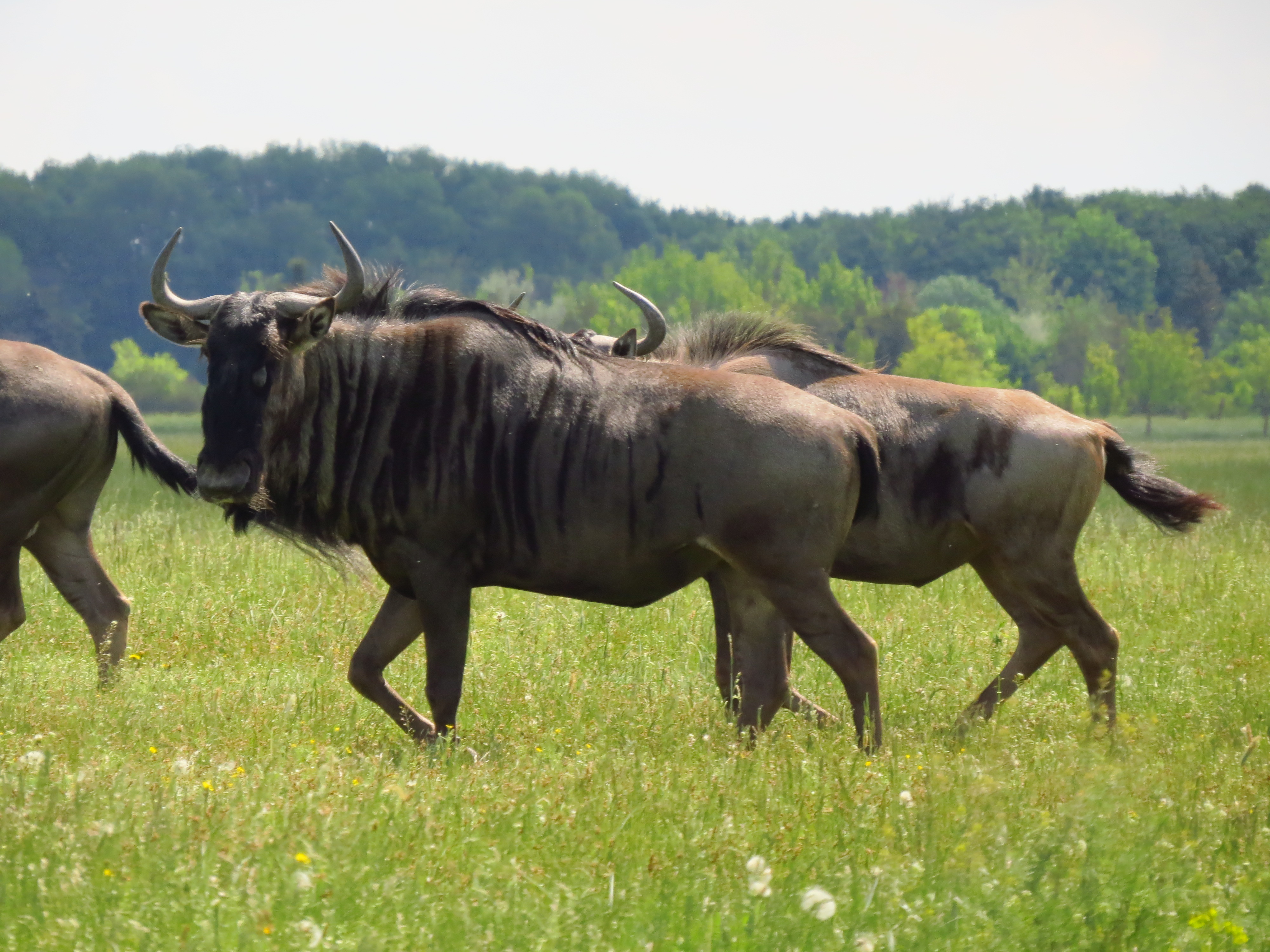
Голубые гну
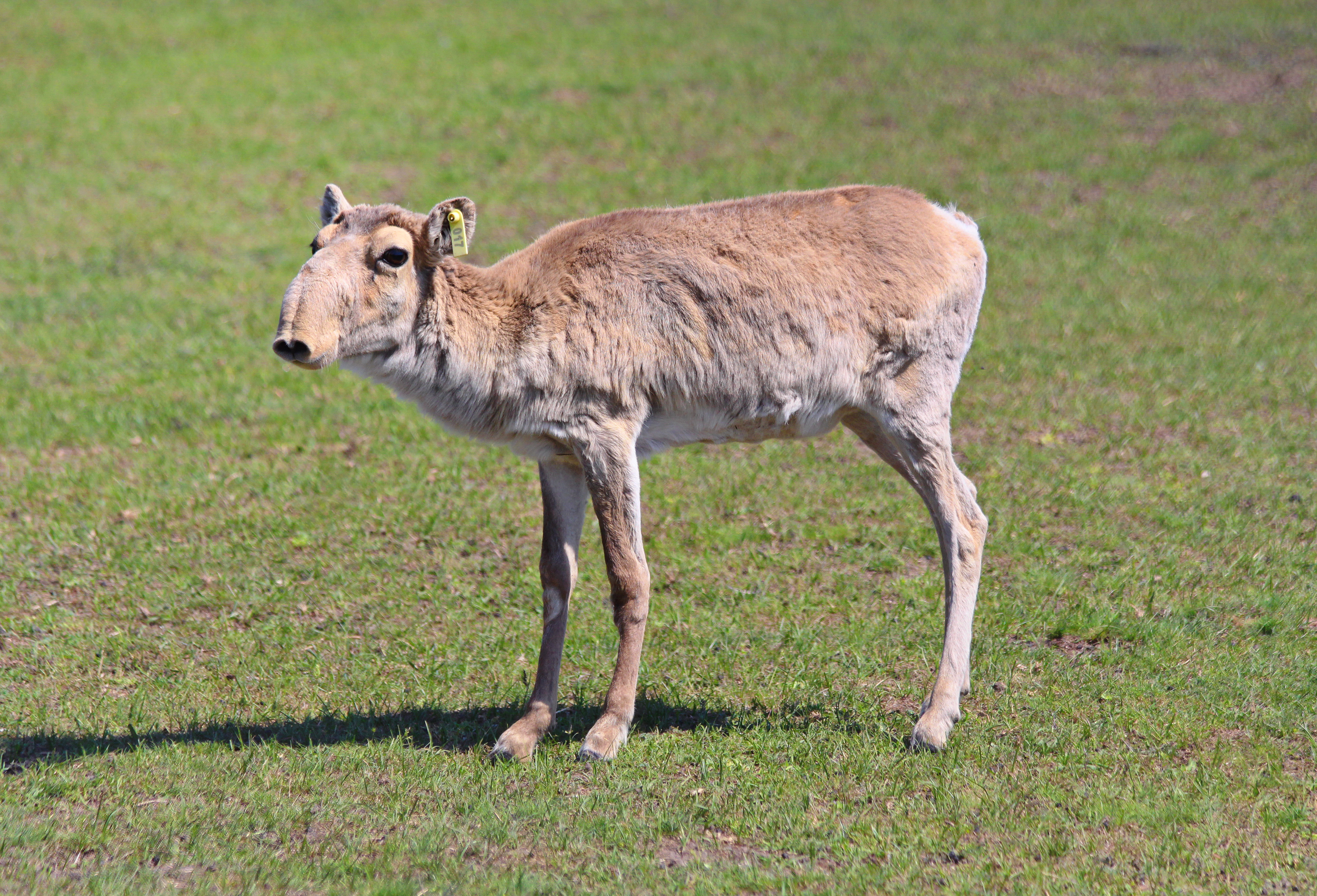
Сайгак
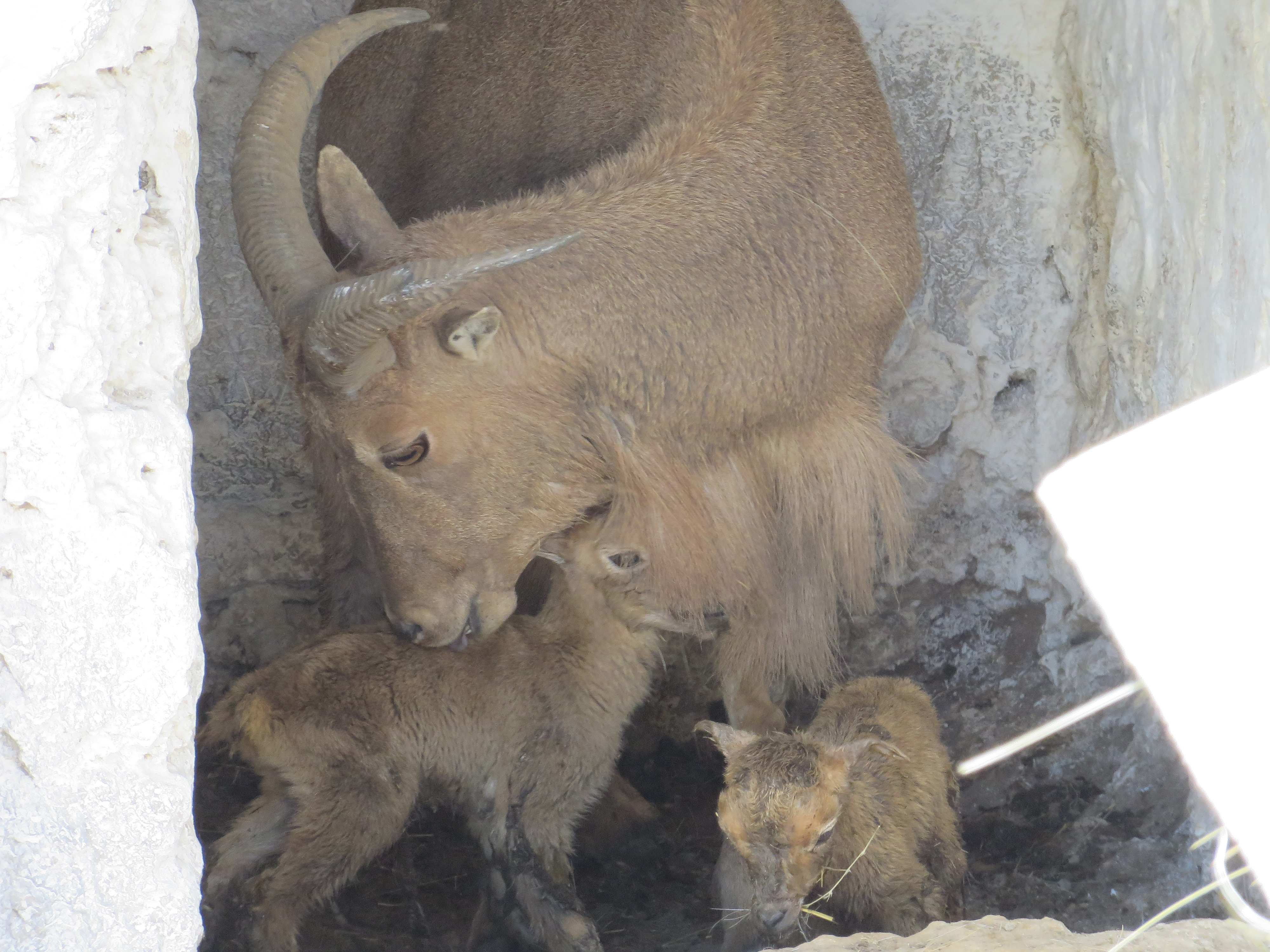
Гривистые бараны
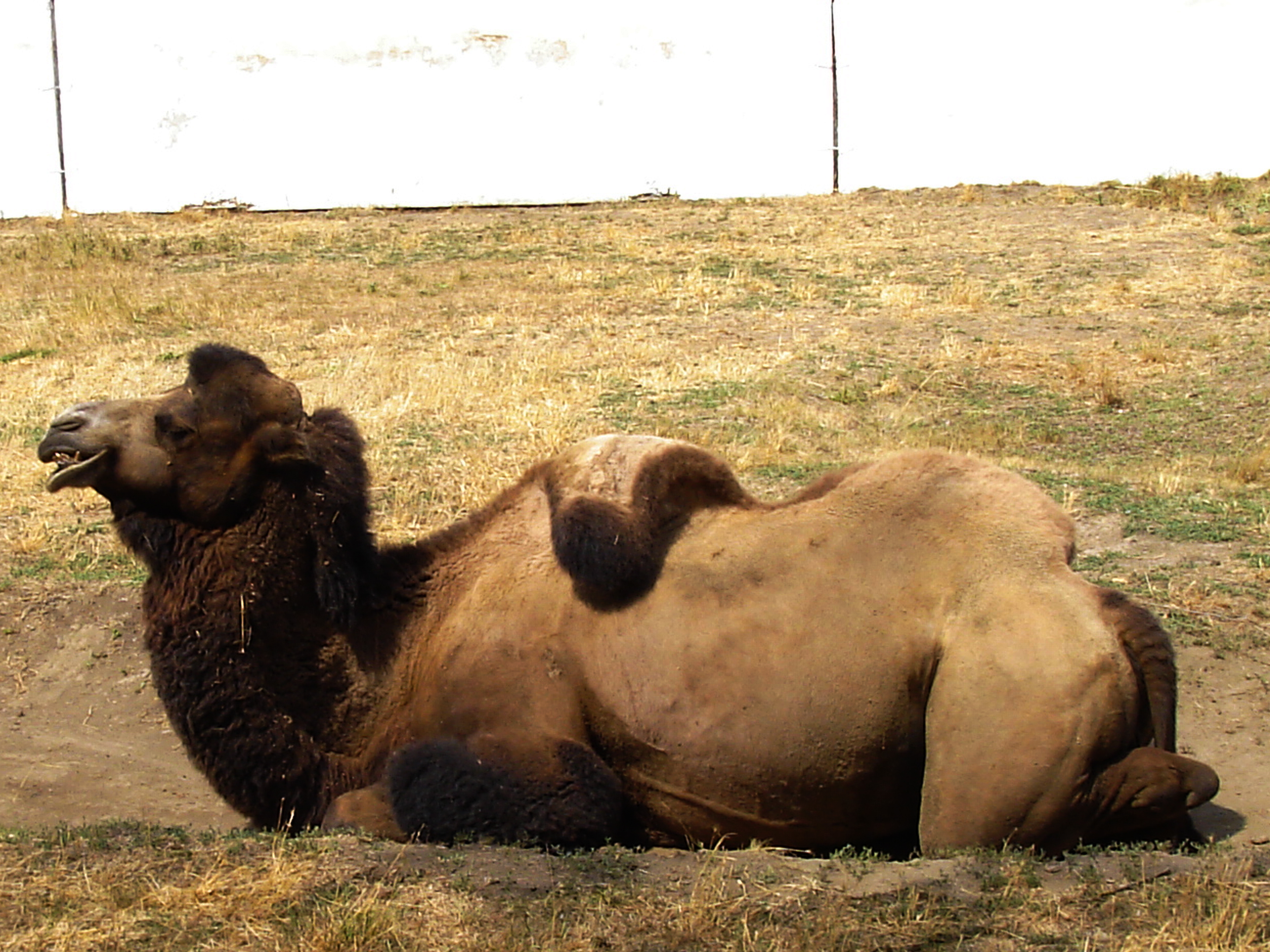
Двугорбый верблюд
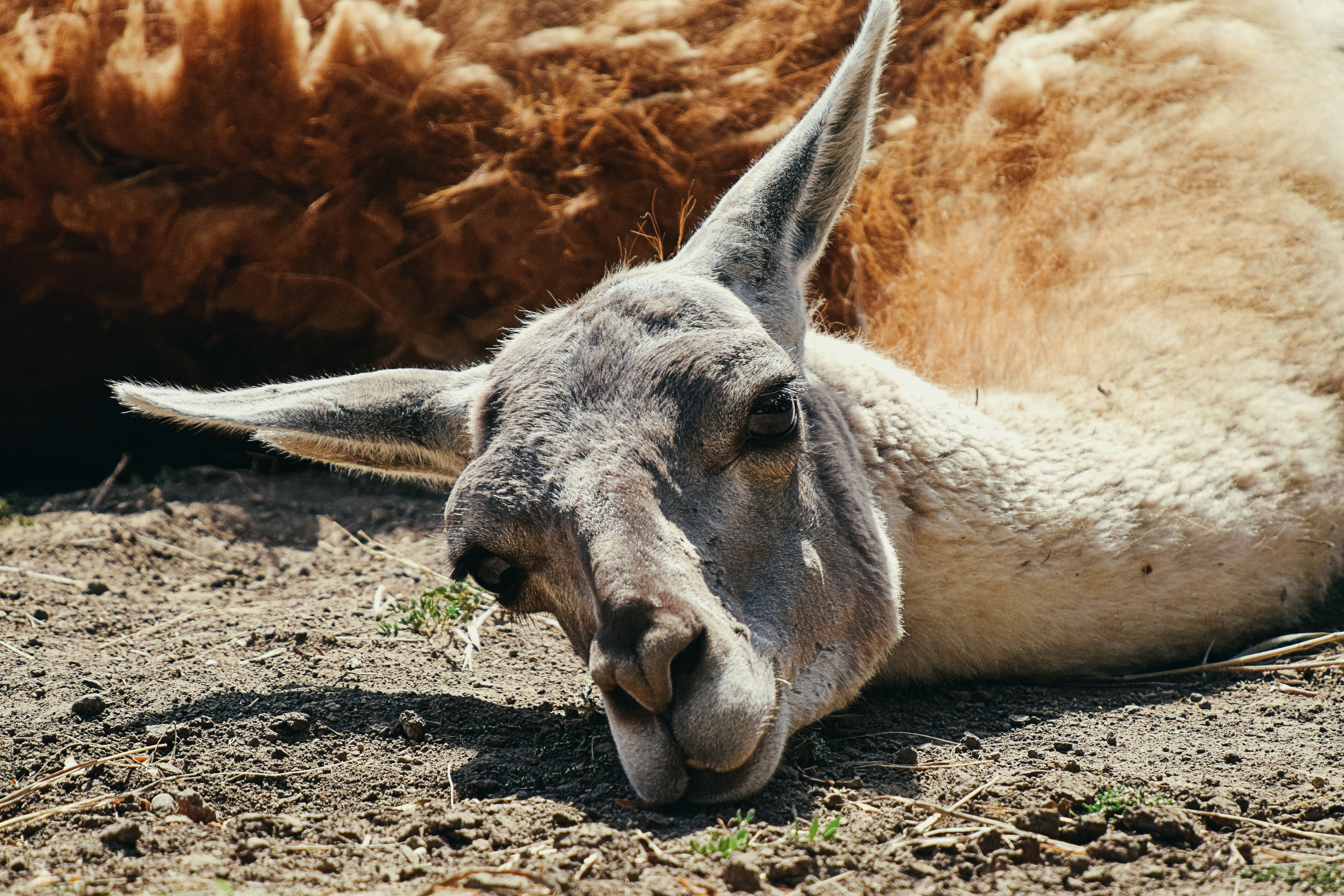
Гуанако
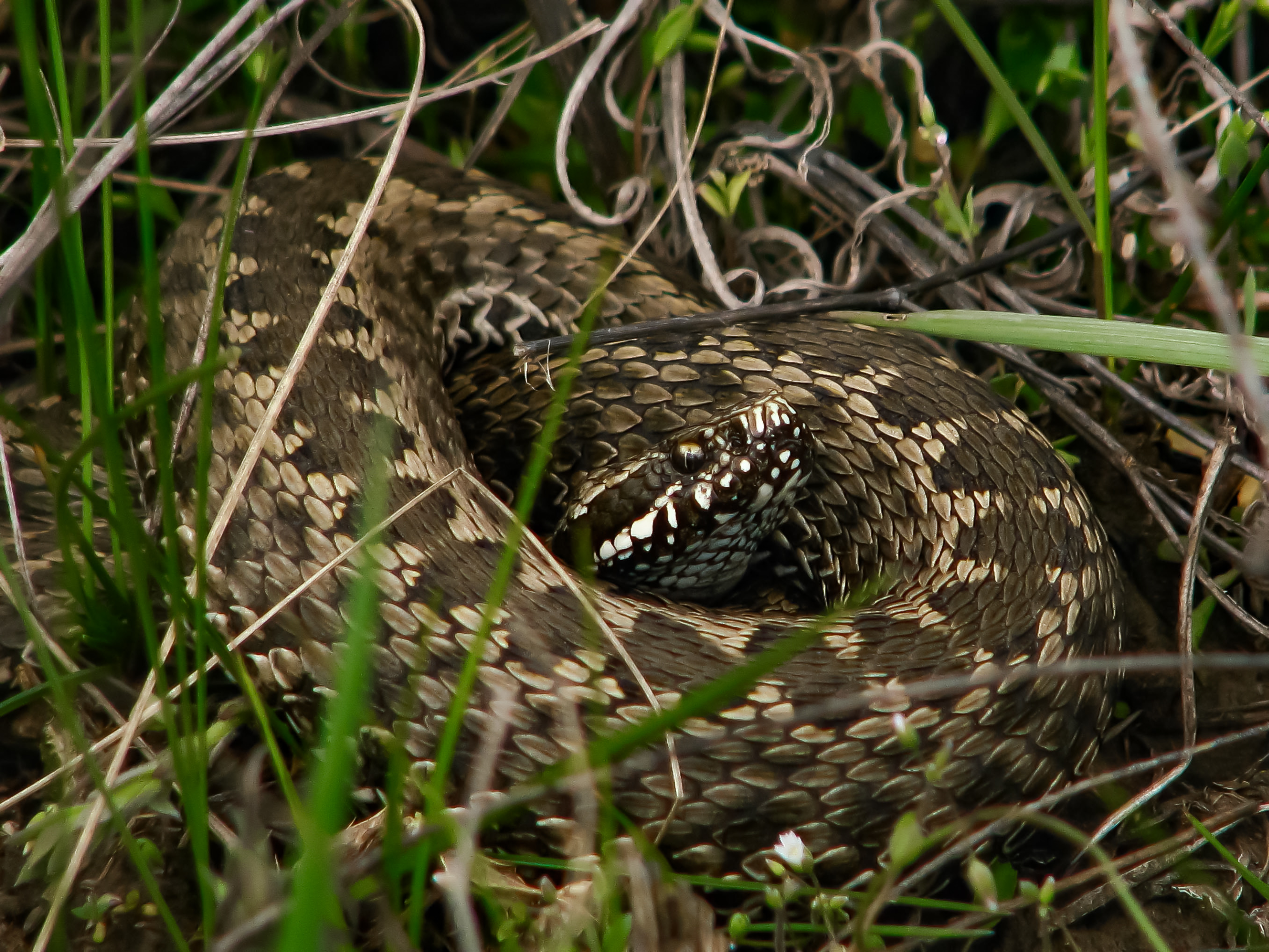
Восточная степная гадюка
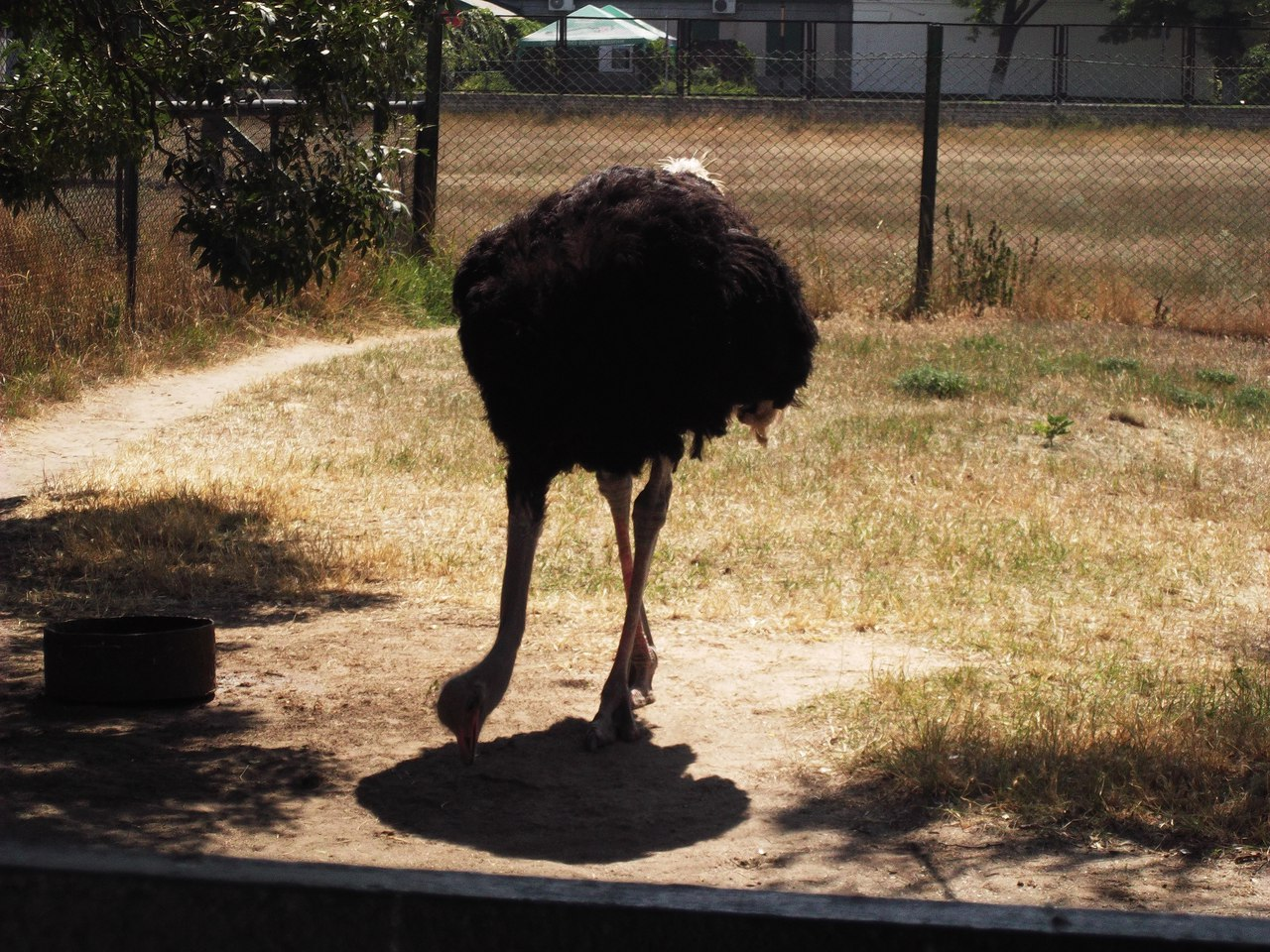
Африканский страус
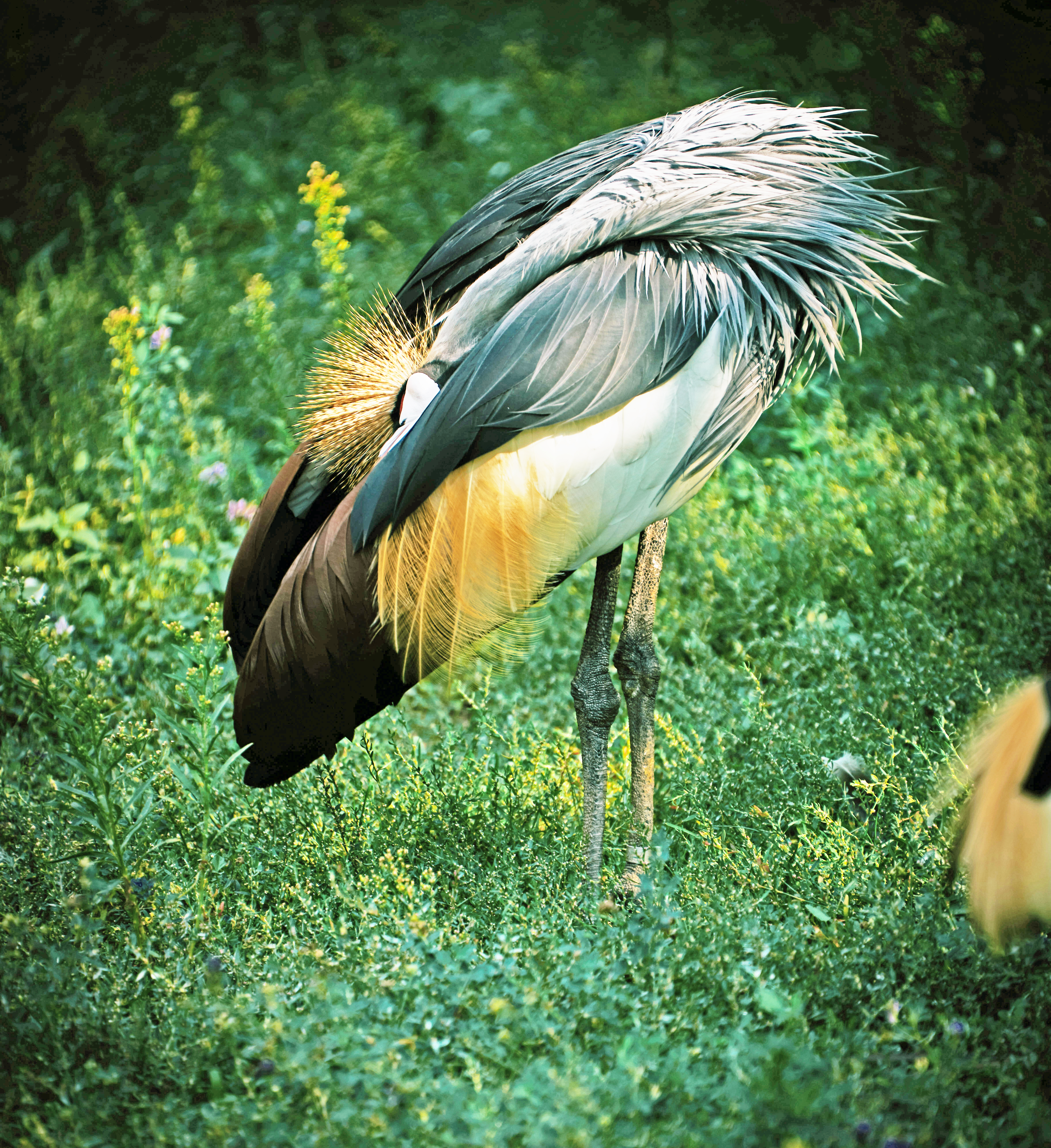
Венценосный журавль
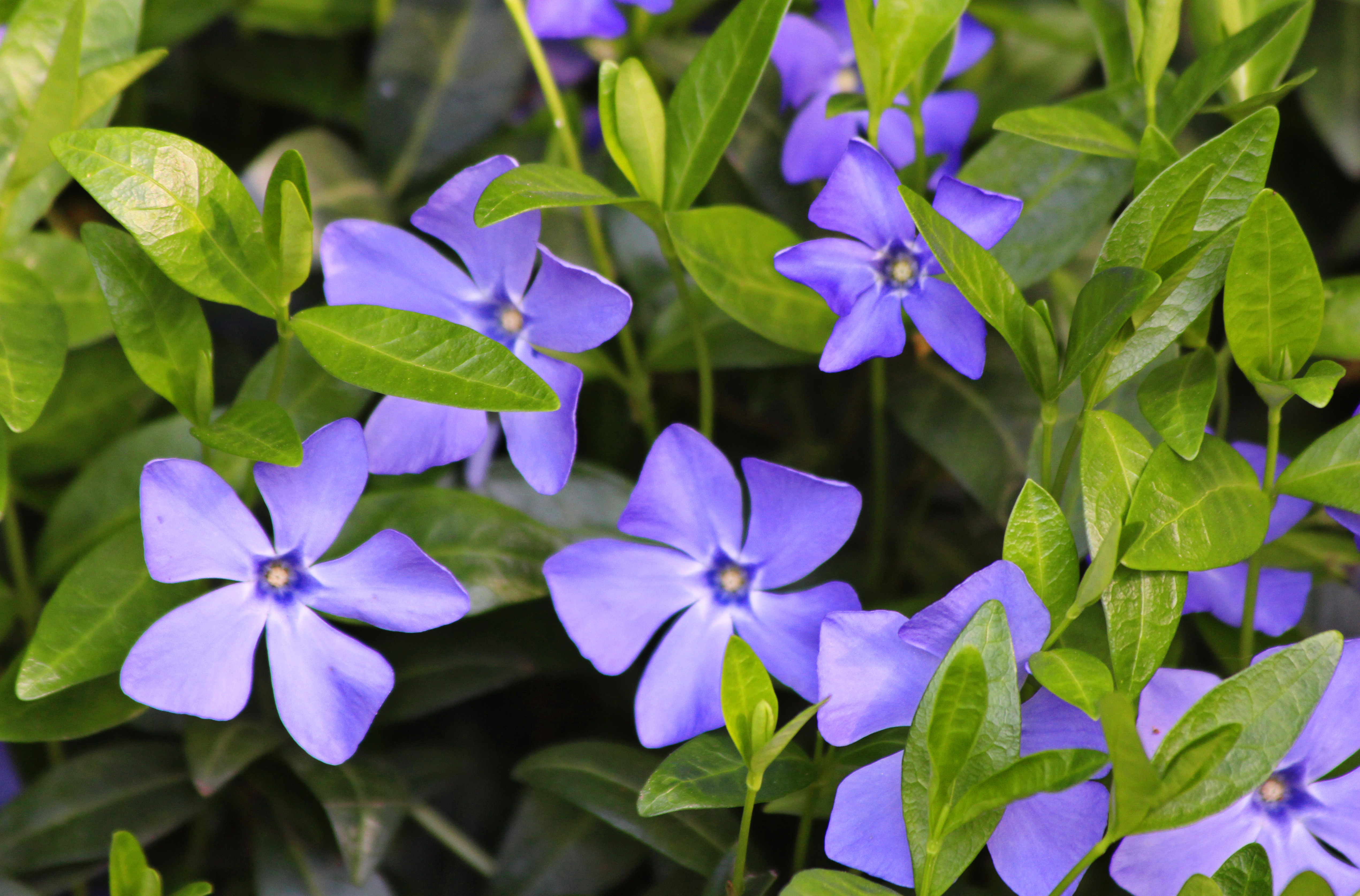
Барвинок
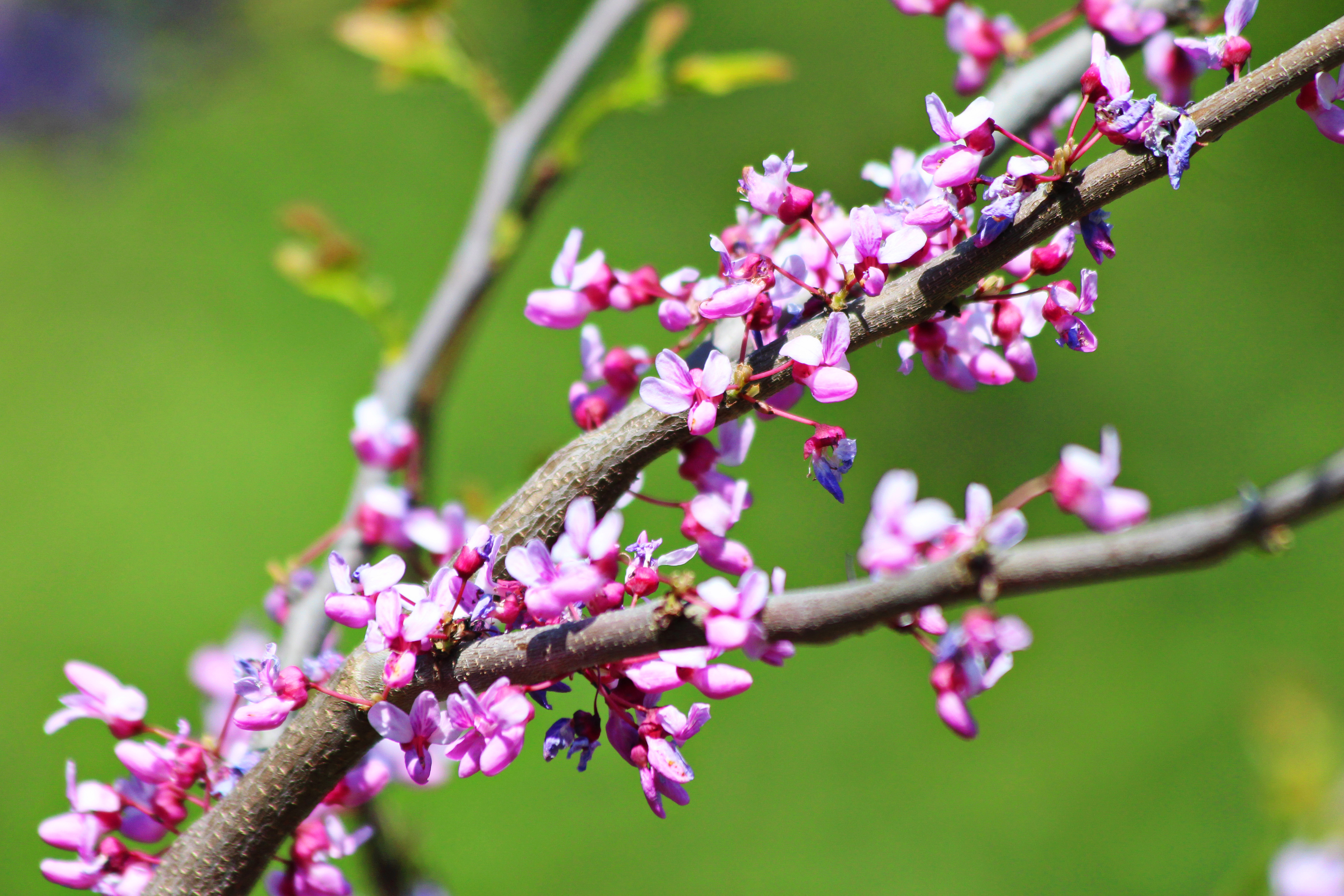
Багрянник

## История

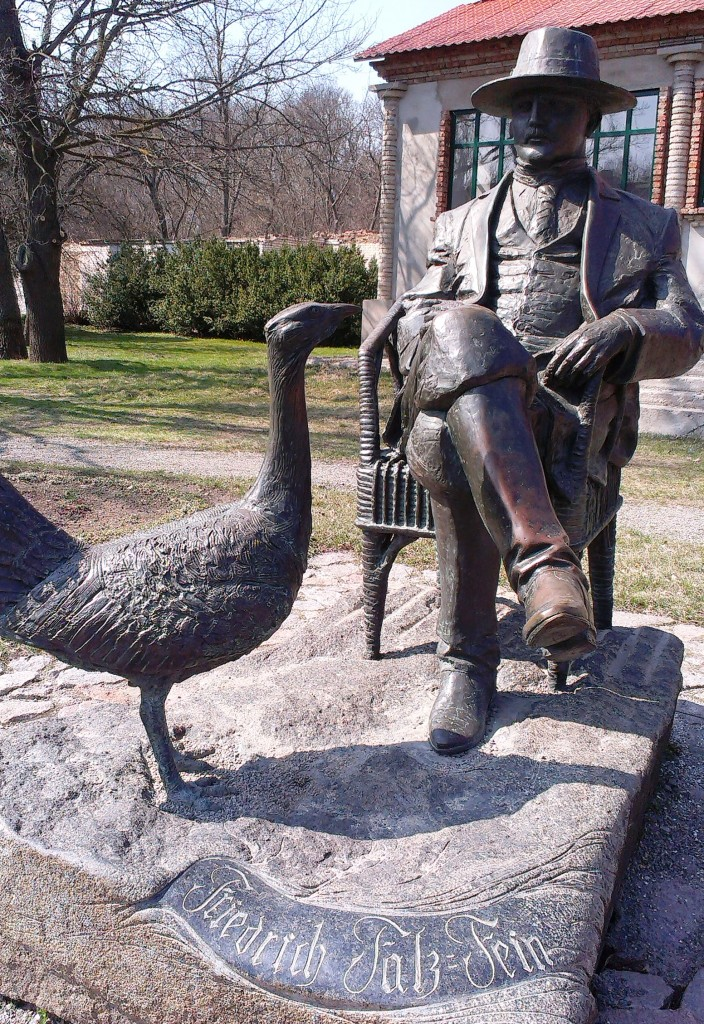
Памятник Фридриху Фальц-Фейну

В 1828 году Николай I за бесценок (по 8 копеек за 1 га) продал немецкому герцогу Фердинанду Фридриху Ангальт-Кетгенскому, представителю немецкой династии Асканиев, для создания овцеводческой колонии герцогства Ангальт-Кётен. В царском указе от 1 марта 1828 года значилось:
«Цель сего поселения состоит в том, чтобы оно служило образцом большого благоустроенного сельского хозяйства, соединённого с фабричной промышленностью»
В 1841 году землевладелец назвал местность «Аскания-Нова» по имени своего родового имения Аскания.
После смерти герцога Ангальт-Кётена Аскания-Нова была в 1856 году продана семейству Фальц-Фейнов. Фридрих Фальц-Фейн основал на её территории заповедник Его заместителем был Климент Евдокимович Сиянко, впоследствии удостоенный звания Героя Труда.
В 1899 году, благодаря содействию Козлова Петра Кузьмича, были доставлены из Джунгарских степей несколько особей дикой лошади Пржевальского для их разведения в неволе. В настоящее время таких лошадей можно увидеть, помимо Аскании-Нова, в зоопарках Москвы и Берлина и в национальном парке Хустайн-Нуруу в Монголии.
В 1910 году здесь была организована зоостанция, в 1916 году открылось отделение Петровской сельскохозяйственной академии по овцеводству. Там же был создан музей и научная библиотека.
В 1913 году Аскания-Нова посетил русский путешественник, военный географ, этнограф, археолог, исследователь Монголии, Тибета и Синьцзяна — Козлов Пётр Кузьмич. Увиденное превзошло все его ожидания, после чего Козлов написал несколько научных и научно-популярных книг про Аскания-Нову и помог Фальц-Фейну пополнить заповедник экзотическими животными и растениями.
25 апреля 1914 года имение Фридриха Фальц-Фейна посетил Николай II, который в это время жил в Ливадии. Итогом этой поездки для Ф. Э. Фальц-Фейна стало возведение его и всех его братьев в потомственное дворянство, настолько царю понравилось устройство зоопарка в «Аскания-Нова». Позже царь ещё раз хотел посетить Асканию, взяв сына, но началась война. Впоследствии Николай II восторженно писал своей матери об Аскании: «Там живут разные олени, козы, антилопы, гну, кенгуру и страусы круглый год под открытым небом на открытом воздухе и тоже вместе. Удивительное впечатление, точно картина из Библии, как будто звери вышли из Ноева ковчега».
Когда весной 1917 года начались революционные беспорядки, Ф. Э. Фальц-Фейн покинул Аскания-Нову. Возникла реальная угроза разграбления уникального заповедника. Тогда, по инициативе ИРГО и Академии Наук, Временное правительство назначило Козлова Петра Кузьмича комиссаром для охраны заповедника Аскания-Нова. Впрочем, прибыл Козлов (вместе с женой) в заповедник уже после Октябрьской революции, в декабре 1917 года.
Асканийский зоопарк первым в мире получил чистокровных лошадей Пржевальского (в 1889—1904 гг. сюда было доставлено 12 молодых лошадей) и первым начал их размножение в неволе. Дело шло настолько успешно, что в конце 1970-х годов по просьбе монгольского правительства отсюда на прародину, в пустыню Гоби, было отправлено небольшое стадо для восстановления в природе этого редкого вида копытных.
Заповедник был разорён и сожжён дотла во время немецкой оккупации СССР. Животных увозили в Германию, оставшихся расстреливали из стрелкового оружия, в том числе ценнейшие экземпляры. Оставшиеся животные прямо в вольерах были раздавлены танками, уцелевшим удалось вырваться в степь. Были разграблены музей заповедника, коллекция чучел животных, коллекция насекомых, сожжена научная библиотека, насчитывавшая 25 тыс. томов, уничтожен редчайший гербарий, включавший до 1 тыс. видов растений. Полностью уничтожен и вытоптан ботанический сад. На территории заповедника производились массовые расстрелы советских граждан и военнопленных РККА.
В 1952 году в Асканию-Нова были завезены мархуры (самец и две самки), в дальнейшем успешно акклиматизировавшиеся и размножившиеся (в 1954 году был получен первый приплод).

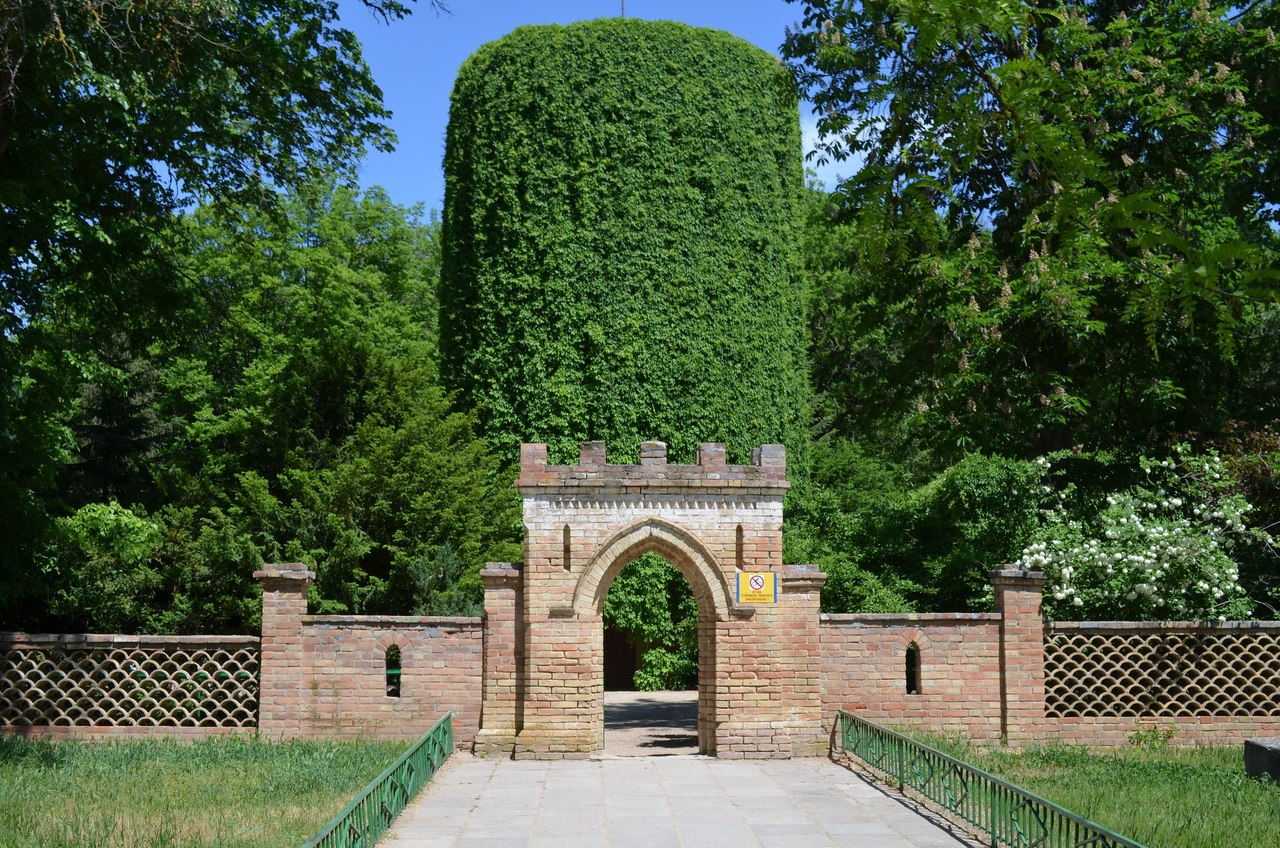
2018 год

С 1964 года по 1992 год включительно, за исключением 1976 года, каждое лето в Асканию-Нова на практику в институт животноводства приезжали студенты сельскохозяйственного факультета Университета Дружбы Народов имени Патриса Лумумбы (г. Москва). За 28 лет около 260 молодых людей из, почти 60 нынешних стран мира, побывали на летней практике в Аскании. Многие из них в дальнейшем стали видными людьми в своих странах: министрами, послами, профессорами, советниками президентов, руководителями агрохозяйств, писателями, журналистами, переводчиками и пр. Да и просто хорошими специалистами в своей отрасли или общественными деятелями. В то же время дюжина асканийцев в разные годы и на разных факультетах — главным образом на сельскохозяйственном — училась в УДН.
В 2008 году «Аскания-Нова» стала победителем акции «Семь природных чудес Украины».
В 2009 году этот биосферный заповедник представлял Украину во Всемирном конкурсе «Семь новых чудес природы» (New 7 Wonders of Nature).
В самом начале полномасштабного вторжения России на Украину, 24 февраля 2022 года, Аскания-Нова была оккупирована российскими войсками. Несмотря на оккупацию, заповедник более года функционировал как украинское учреждение. Выплата зарплаты сотрудникам заповедника осуществлялась со стороны Украины. Был организован сбор пожертвований на приобретение корма для животных и другие расходы. В марте 2023 года оккупационная администрация установила фактический контроль над заповедником.

## Известные учёные, работавшие в заповеднике
- Гребень, Леонид Кондратьевич — Заместитель директора по научной части заповедника Аскания-Нова, доктор сельскохозяйственных наук, академик АН УССР и ВАСХНИЛ, Герой Социалистического Труда, Заслуженный деятель науки УССР, Кавалер Георгиевского оружия.
- Завадовский, Борис Михайлович
- Иванов, Илья Иванович (биолог)
- Коварский, Анатолий Ефимович
- Коврижных, Ираида Дмитриевна
- Медведев, Сергей Иванович (30-е годы XX века), один из ведущих советских колеоптерологов, специалист по систематике пластинчатоусых жесткокрылых, основатель харьковской школы энтомологии;
- Милованов, Виктор Константинович
- Бережанов, Михаил Тимофеевич (30-е годы XX века), исследователь практик, создал разновидность мула с шерстью овцы.
- Нечаева, Нина Трофимовна (30-е годы XX века), советский геоботаник, пустыневед, пастбищный эколог, академик АН Туркменской ССР;
- Станчинский, Владимир Владимирович (30-е годы XX века), один из основоположников советской экологической науки;
- Фортунатов, Борис Константинович.
- Козлов, Пётр Кузьмич — русский путешественник, военный географ, этнограф, археолог, исследователь Монголии, Тибета и Синьцзяна, правительственный комиссар по охране зоопарка-заповедника Аскания-Нова 1917—1919 гг.

## В культуре

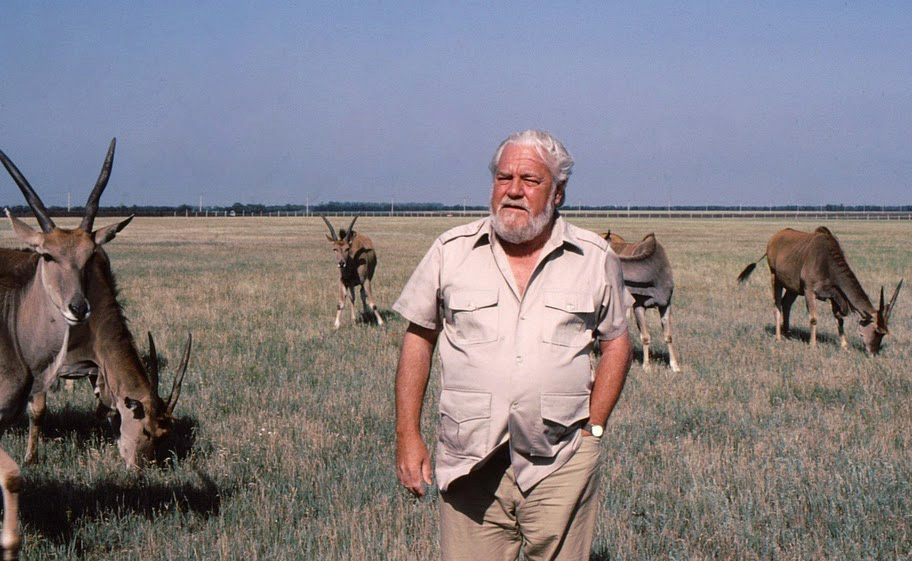
Джеральд Даррелл в заповеднике Аскания-Нова во время съёмок фильма «Даррелл в России», 1985 г.

- В детстве Асканию-Нова посещал племянник Фридриха Фальц-Фейна — Николай Набоков, будущий композитор и культурный деятель, двоюродный брат по отцу русского и американского писателя Владимира Набокова. Российский период жизни Николай Набоков описал в мемуарах «Багаж. Мемуары русского космополита»[12].
- Фильм «Удивительная история, похожая на сказку» снимали в заповеднике Аскания-Нова.
- В фильме Киры Муратовой «Увлеченья» в Аскании-Нова сохранилась популяция кентавров и эльфов.
- Действие романа Олеся Гончара «Таврия» разворачивается в том числе и в заповеднике Аскания-Нова.
- В заповеднике в последние годы жизни жила и работала известная советская поэтесса латвийского происхождения Мара Гриезане (1950—1985).
- О работе зоотехнической станции заповедника снят художественный фильм Академик из Аскании. В музее Аскании-Нова есть мемориальный зал им. М. Ф. Иванова.
- В 1985 году в заповеднике проходили съёмки серии «Последний участок нетронутой степи» (англ. Last of the Virgin Steppe) для британского документального телевизионного сериала «Даррелл в России», рассказывающего о визите в Советский Союз известного английского писателя-натуралиста Джеральда Даррелла.

## Монеты и почтовые марки, посвящённые заповеднику

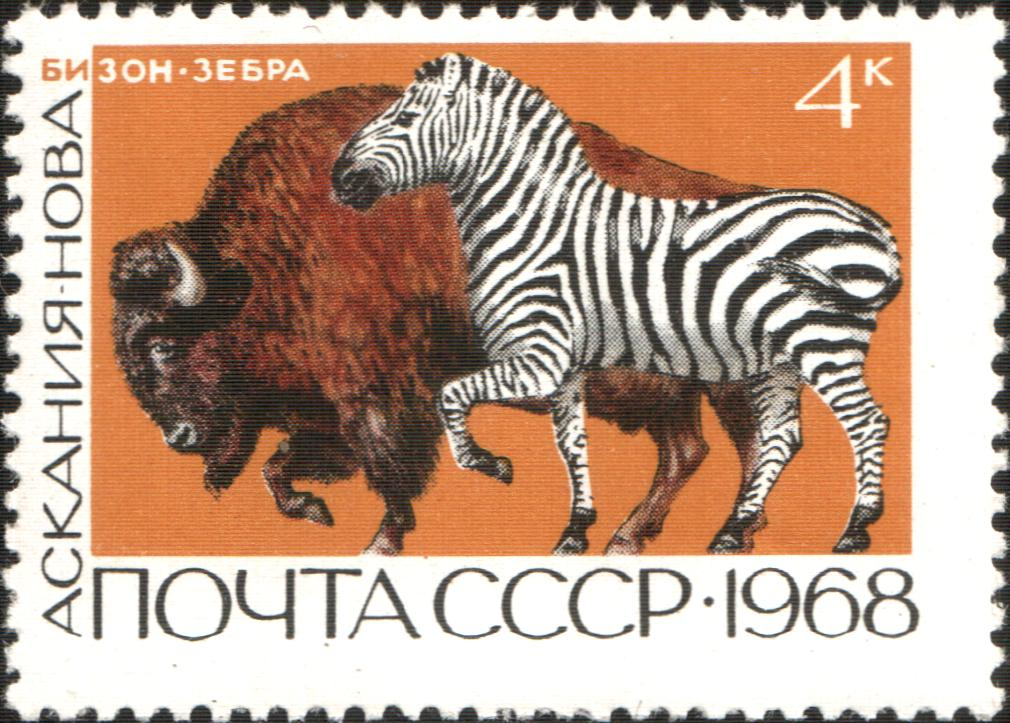
Почтовая марка СССР, 1968 год: Бизон. Зебра.
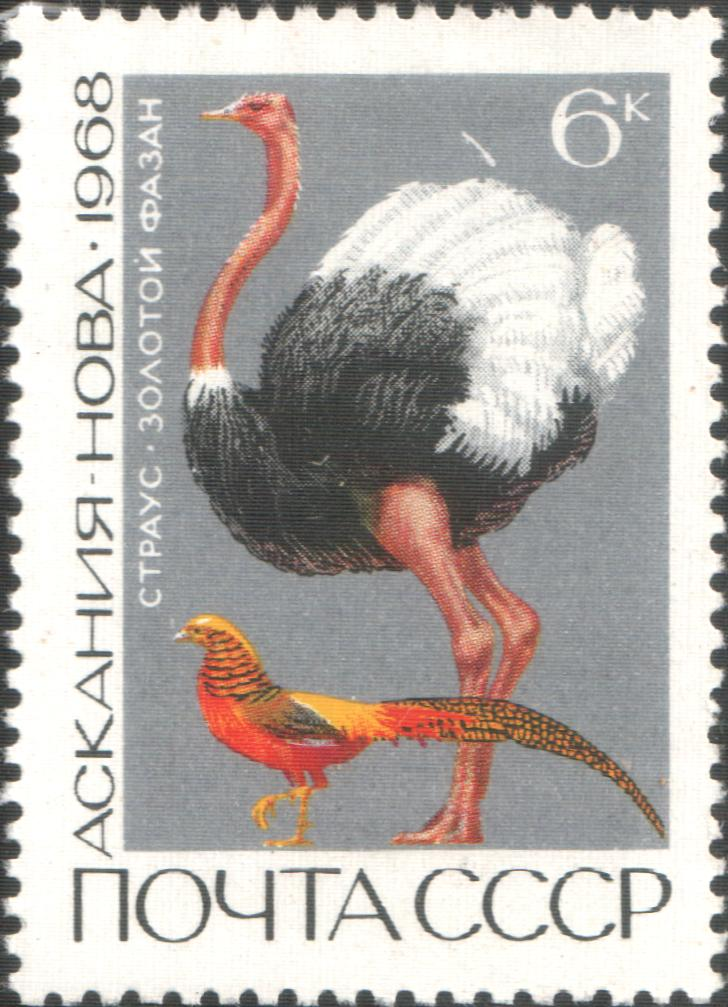
Почтовая марка СССР, 1968 год: Страус. Золотой фазан.
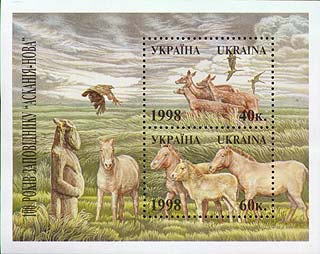
Почтовый блок
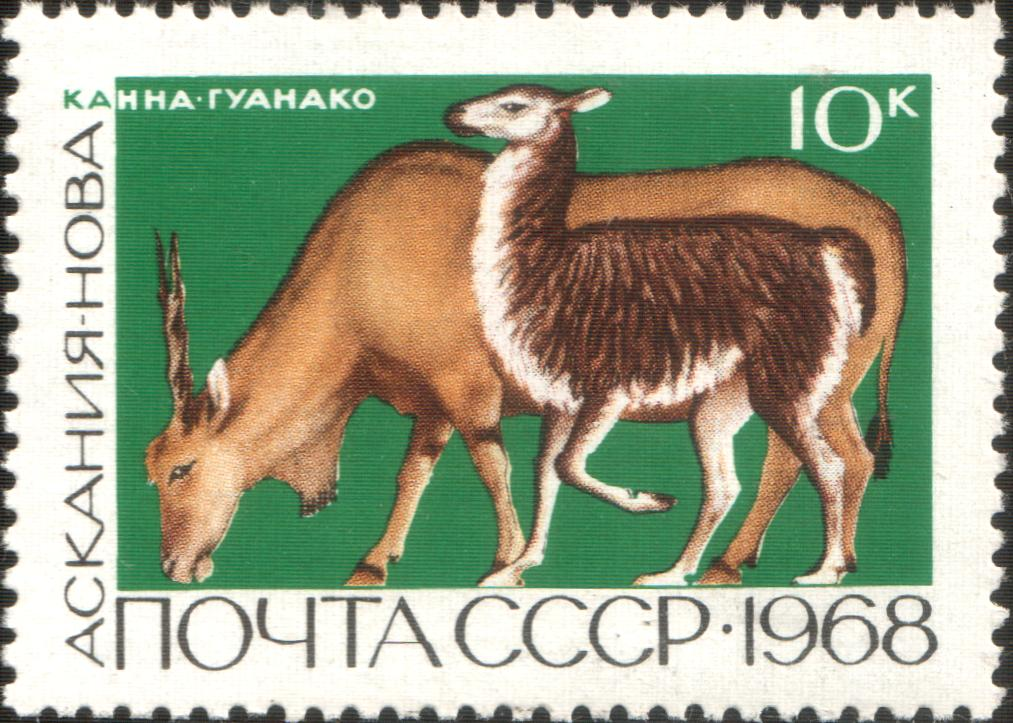
Почтовая марка СССР, 1968 год: Канна. Гуанако.
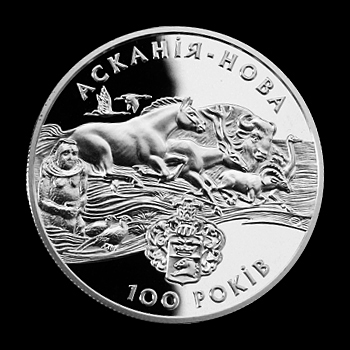
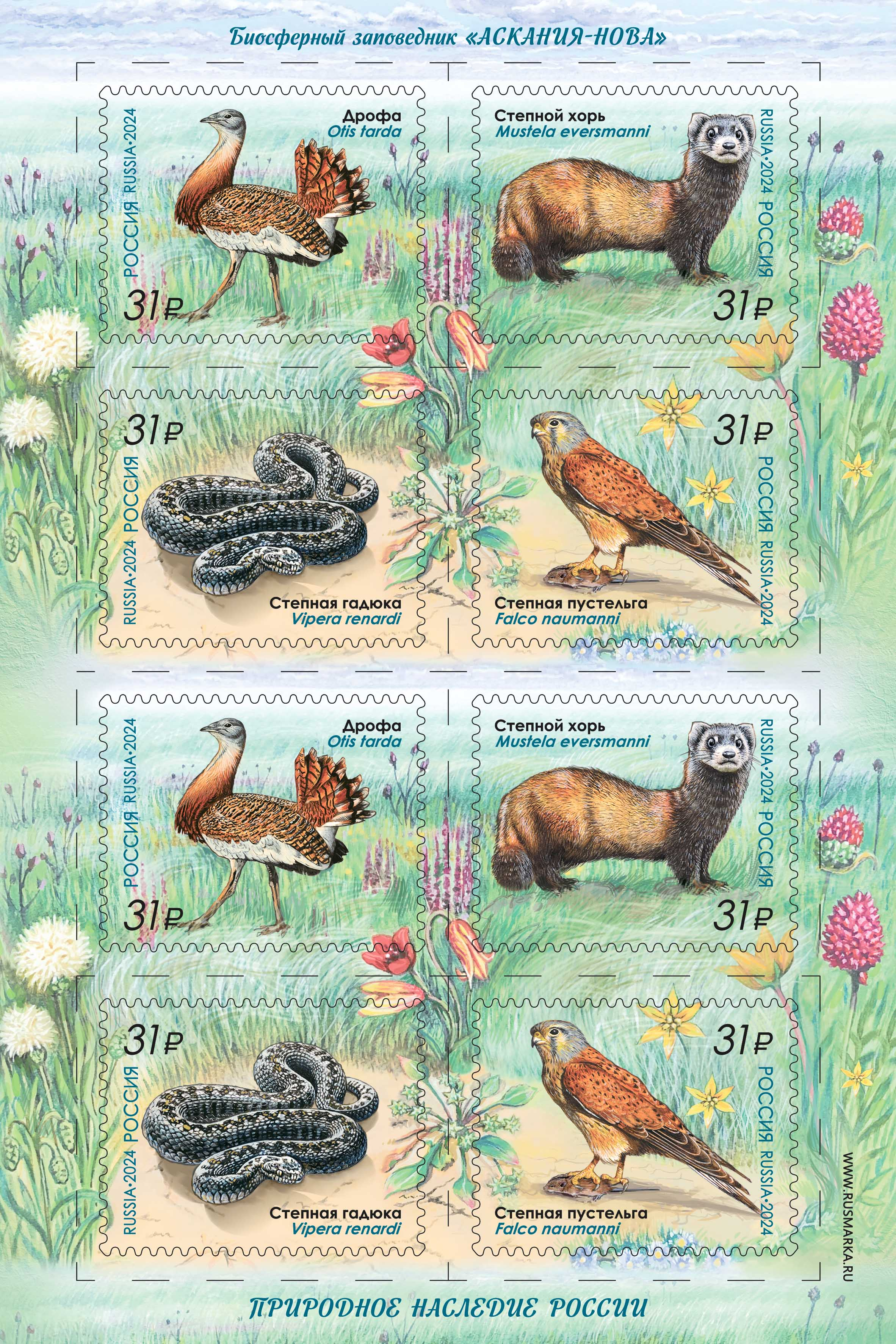
Почтовый лист. Серия «Природное наследие России». Биосферный заповедник «Аскания-Нова» Дрофа Степной хорь Степная гадюка Степная пустельга